# Миклош Янчо
Миклош Янчо (на унгарски: Jancsó Miklós) е унгарски филмов режисьор.

## Биография
Роден е на 27 септември 1921 г. в град Вац, Унгария. Бащата на Янчо е унгарец, майка му – румънка. Първото му име, Миклош, му е дадено по името на румънския му чичо Николае. От 1916 г. баща му работи като секретар на трансилванския правителствен комисар. След разпадането на монархията баща му е осъден от новото правителство задочно на смърт, така че той се установява със семейството си за постоянно в Унгария.
Завършва цистерцианската гимназия „Св. Ищван“ в Секешфехервар. След завършването на средното си образование се записва в юридическия факултет на университета „Ержебет“ в Печ, но получава дипломата си в Коложвар през 1944 г.
Регистрира се в адвокатската колегия, но не практикува никога. През 1946 г. се премества в Будапеща. През 1950 г. завършва Академията за театър и кино с диплома за филмов режисьор. Не прави дипломен филм, защото не успява да си осигури финансиране.
На 21 декември 1949 г. се жени за Каталин Вьовешни. Имат две деца – Миклош Янчо младши (1952) и Каталин (1955). През 1958 г., след развод с Каталин, той се жени за филмовата режисьорка Марта Месарош и осиновява Золтан, син от предишния ѝ брак. Заедно отглеждат трите си деца, но нямат деца от брака си. В средата на 1960-те се разделят.
През 1959 г. Янчо се запознава с писателя Дюла Хернади, който си сътрудничи с Янчо като сценарист до смъртта му през 2005 г.
През 1968 г. в Будапеща Янчо се запознава с италианската журналистка и сценаристка Джована Галярдо; заедно заминават за Рим, където Янчо работи почти 10 години, като понякога посещава Будапеща. През 1980 г. се разделя с Галярдо и през 1981 г. се жени за редакторката Жужа Чакани; през 1982 г. се ражда синът им Давид.
През цялата си кариера освен игрални филми Янчо снима късометражни и документални филми, а през 1970-те и 1980-те години режисира няколко театрални постановки.
В началото прави късометражни филми. През 1958 г., създава 37-годишен, прави първия си игрален филм, озаглавен „Камбаните заминават за Рим“.

## Творчество
Янчо си спечелва международна слава през 1960 г. като представител на унгарската „Нова вълна“ (с колеги като Ищван Сабо и Карол Мак). Основният елемент на неговия кинематографичен стил е плановата последователност, в която той заснема пейзажи, особено пущата. Други характеристики на неговия разпознаваем стил са тълпи от хора, коне и декоративно съблечени жени. Неговите филми се въртят тематично около безсилни хора, чиито опити да се освободят от потисничеството, на което са подложени, чрез революция се провалят. Янчо е убеден комунист, но въз основа на опита си от управляваната от Сталин Унгария, той преследва идеала за филантропичен социализъм.
Най-известните му филми са „Обречените“ (1965), „Звезди на шапките“ (1967), „Тишина и вик“ (1968) и „Червен псалм“ (1972). За последния му е присъдена наградата за най-добър режисьор на фестивала в Кан. Година по-късно той получава наградата Étoile de Cristal във Франция за цялостното си творчество. В Унгария е награден с „Кошут“ през 1973 и 2006 г.
Янчо създава над осемдесет филма. Международният интерес до средата на 70-те години е последван от почти пълна незаинтересованост към по-късните му филми. Работил е няколко пъти с филмовия монтажист Золтан Фаркаш.

## Филмография
Автор на около 40 късометражни и игрални филма:
- „Камбаните заминават за Рим“ – 1958
- „Развръзка и завръзка“ – 1963
- „Такъв аз дойдох“ – 1964
- „Обречените“ – 1966, със световна известност
- „Блестящи ветрове“ – 1968
- „Сироко“ – 1969.